# خاردین
خاردین (انگلیسی: Garden) نام شهری در کشور کلمبیا است.